# Balagny-sur-Thérain
Balagny-sur-Thérain é uma comuna francesa na região administrativa de Altos da França, no departamento de Oise. Estende-se por uma área de 6,8 km². Em 2010 a comuna tinha 1 717 habitantes (densidade: 252,5 hab./km²).